# Michel Suro
 (octobre 2018).
 Michel Suro, né le 22 mars 1968 à Toulouse, est un dessinateur de bande dessinée français.

## Œuvre
- Barca, scénario de Simon Rocca, dessins de Michel Suro, Soleil Productions

1. L'Otage d'Hamilcar, 1996  (ISBN 2-87764-461-8)

- Le Clan des chimères, scénario d'Éric Corbeyran, dessins de Michel Suro, Delcourt, collection Machination

1. Tribut[1], 2001  (ISBN 2-84055-541-7)
2. Bûcher, 2002  (ISBN 2-84055-679-0)
3. Ordalie, 2003  (ISBN 2-84055-991-9)
4. Sortilège, 2004  (ISBN 2-84789-215-X)
5. Secret, 2006  (ISBN 2-84789-868-9)
6. Oubli, 2007  (ISBN 978-2-7560-0327-6)

- Contes et légendes des régions de France, scénario de Richard D. Nolane, Soleil Productions, collection Contes et légendes des régions de France

1. Provence, dessins d'Alexis Sentenac, Erik Arnoux, Michel Suro et André Le Bras, 2012  (ISBN 978-2-302-02429-8)
- Démon, scénario de Richard D. Nolane, dessins de Michel Suro, Soleil Productions

1. Le Mal des esprits[3], 2012  (ISBN 978-2-302-01989-8)
2. Le concile des démons[4], 2017  (ISBN 978-2-302-06371-6)

- Jugurtha, scénario de Jean-Luc Vernal, Soleil Productions

16. La Fureur sombre, dessins de Michel Suro, 1995  (ISBN 2-87764-307-7)
- Raimond le Cathare, scénario de François Corteggiani, dessins de Michel Suro, Milan, 2004  (ISBN 2-7459-0923-1)
- Le Siècle des ombres, scénario d'Éric Corbeyran, dessins de Michel Suro, Delcourt, collection Machination

1. La Pierre, 2009  (ISBN 978-2-7560-1262-9)
2. L'Antre, 2010  (ISBN 978-2-7560-2032-7)
3. Le Fanatique, 2012  (ISBN 978-2-7560-2615-2)
4. La Sorcière, 2013  (ISBN 978-2-7560-3105-7)

- Sundance, scénario de François Corteggiani, dessins de Michel Suro, Glénat, collection Vécu

1. Le Jeu de l'homme mort, 1995  (ISBN 2-7234-1969-X)
2. L'Empreinte de Judas, 1996  (ISBN 2-7234-2152-X)
3. Le Royaume de l'alligator, 1997  (ISBN 2-7234-2341-7)
4. Là où souffle le vent du Diable, 1998  (ISBN 2-7234-2602-5)

- Thunderhawks, scénario de François Corteggiani, Soleil Productions

2. Le Fantôme de la Sierra, dessins de Michel Suro, 1994  (ISBN 2-87764-262-3)
3. Lacrimas, dessins de Michel Suro, 1995  (ISBN 2-87764-382-4)
- Vent de cocagne, scénario d'Alfred Morera, dessins de Michel Suro, Milan, 2008  (ISBN 978-2-7459-3434-5)
- Les Reines de sang - Jeanne, la mâle reine, scénario de France Richemond, couleurs de Dimitri Fogolin, Delcourt

1. Volume 1, 2018  (ISBN 978-2-7560-4216-9)